# Складиштење намирница
Складиштење намирница је спремање намирница на одговарајућа места док су у ваљаном стању, ради конзервације тј. за касније коришћење.

## Оптимални услови
Складиштењу намирница се посвећује посебна пажња јер је оно врло често пресудно за чување намирница.
Намирнице се складиште у свежем стању,нпр.житарице,воће и поврће,месо и риба,млеко и јаја итд.или прерађене(конзервисане) као што су сушени,стерилисани и замрзнути производи. Намирнице се могу складиштити упаковане у амбалажу или неупаковане.
Током складиштења је неопходно обезбедити оптималне услове(одговарајућу температуру,влажност ваздуха,заштиту од сунчеве светлости,онемогућити размножавање инсеката и глодара,обезбедити хигијенске услове).
Температура је фактор који утиче на све промене у намирницама па самим тим и на одрживост намирница. Са порастом температуре све промене у намирницама се интензивирају. Снижењем температуре током складиштења успоравају се непожељни процеси у намирницама. Од температуре зависи релативна влажност ваздуха у складишту. Одржавање сталне релативне влажности у складишту је веома важно за очување доброг квалитета намирница. Релативна влажност потребна за правилно складиштење намирница зависи од садржаја воде у намирници и од температуре на којој се намирнице складиште. Вишак влаге у складишту узрокује влажење намирница и стварање повољних услова за развој микроорганизама. Приликом складиштења намирница потребно је обезбедити заштиту од дејства сунчеве светлости. Сунчева светлост неповољно делује на намирнице јер узрокује како загревање тако и низ хемијских реакција.  Дејство сунчеве светлости се неповољно одражава на свеже месо,рибу,месне прерађевине,воће и поврће. Током  складиштења намирница треба спречити размножавање инсеката и глодара који оштећују амбалажу,загађују намирнице и хране се њима.Осим тога,инсекти и глодари могу бити узрочници разних заразних болести. Контролисани услови за чување намирница могу се одржавати само у посебним објектима-складиштима. 
- Фотографија бр.1

### Складиштење хлеба
Квалитет хлеба и његова употребна вредност зависи од услова и начина његовог  чувања од момента завршетка печења до употребе.
Током чувања хлеба на собној температури од око 20 степени Ц већ послије 10-12 сати примећују се први знаци старења хљеба. Знаци старења се примећују на кори и средини хлеба,а долази и до промена органолептичких особина. Кора хлеба постаје мека,губи сјај,губи арому и укус,средина постаје тврда,лако се мрви.
Мања ароматичност и промена укуса хлеба настају услед испаравања материја које дају арому и укус(органске киселине,алдехиди,кетони,разни шећери итд)из хлеба.

Процес старења може се успорити коришћењем додатака,адитива на бази емулгатора.
- Фотографија бр. 2

### Складиштење свежег меса
Расхлађено месо,живина и дивљач се чувају у хладњачама на температури од 0 степени Ц и релативној влажности ваздуха од 85-90%.
Трајност меса зависи од низа фактора,а првенствено од квалитета,начина обраде и режима у расхладној комори.

Свињске полутке,говеђе четвртине и сл. се чувају под оптималним условима у расхладној комори од 3-4 недеље. Мањи комади меса намењени потрошачима чувају се максимално 5 дана. Применом температуре од -1 степен Ц до -2 степена Ц може да се продужи чување меса до 45 дана. Чување свјежег меса може да се продужи у коморама са концентрацијом угљен-диоксида до 20%. Од микробиолошких промјена на месу карактеристични су плеснивост,пигментација меса,слузавост,труљење,кисело врење меса итд.
- Фотографија бр. 3

### Складиштење јаја
Свежа јаја се могу чувати на температури од -1,5 степена Ц до 0 степени Ц при релативној влажности ваздуха од 85% до 90%,а у хладњачи неколико месеци. За складиштење јаја је неопходно одржавати температуру и релативну влажност ваздуха константним како не би дошло до губитка на маси. Промене у квалитету јаја настају после око 4 месеца складиштења. Те промене се манифестују као опадање запреминске масе услед испаравања воде и повећања ваздушне коморе,промена боје љуске,повећана количина ретког беланцета,хемијски процес разградње беланцета и жуманцета итд.
- Фотографија бр. 4

### Складиштење млека
Млеко се после пастеризације хлади до температуре од 0 степени Ц до 1 степен Ц и на тој  температури се чува 7 -8 дана.  Ако су услови у складишту неповољни,може доћи до размножавања млечних бактерија и разних трулежних бактерија које доводе до слузавости и појаве горког укуса.

### Складиштење воћа и поврћа
Свеже воће и поврће се складишти у хладњачама или коморама са контролисаном гасном атмосфером. Време одрживости плодова воћа и поврћа зависи од низа фактора,а пресудни су врста воћа или поврћа,температура,садржај релативне влажности у складишту и циркулација ваздуха. Код плодова воћа и поврћа се током складиштења одвијају процеси респирације и транспирације. Сировине чврсте конзистенције као што су јабуке,крушке,брескве,кромпир,купус,парадајз итд се карактеришу споријим дисањем од плодова меке конзистенције(јагодасто и бобичасто воће)односно од лиснатог поврћа. Због тога се бобичасто воће може чувати у расхладним складиштима на температури од -1 до 3 степена Ц свега неколико дана,док се сировине чврсте конзистенције могу чувати и више мјесеци.
У условима контролисане гасне атмосфере јабуке се могу чувати на 3-4 степена Ц,при релативној влажности ваздуха од 90-95% и преко осам мјесеци. При складиштењу свежих плодова воћа и поврћа мора се обезбедити стална измена ваздуха вентилацијом.

Током складиштења воћа и поврћа могу се појавити разна оштећења по површини плодова. Код оштећених плодова током дужег складиштења може доћи до микробиолошког кварења а и до потпуног пропадања сировине.
- Фотографија бр. 5

### Опрема у складиштима
Опрему складишта чине различите врсте транспортера,машине за чишћење од примеса,аспирациони уређаји,хигрометри и термометри.
Транспортна опрема је састављена од елеватора за вертикални транспорт,ланчастих транспортера за хоризонтални или коси транспорт,тракастих за хоризонтални и коси транспорт,цевовода,док се пужасти транспортери мање примењују због малих капацитета.
Цевни водови се користе за спуштање зрна у силосима и складиштима помоћу силе гравитације. Ваге су саставни део опреме сваког складишта за складиштење зрнастих и брашнастих сировина.
Технолошки поступак припреме и складиштења зрнастих и брашнастих сировина у савременим објектима састоји се из низа операција које се обављају по одређеном редоследу. Операције су следеће:пријем и контрола сировина,издвајање примеса,мерење масе,сушење или други начин конзервисања сировина,транспорт и испорука.
У савременим складиштима спроводе се мере заштите радне средине,посебним системом за отпрашивање свих уређаја и просторија.